# 浦和高等学校 (旧制)
| 浦和高等学校 （浦高） | 浦和高等学校 （浦高）                         |
| --------------------- | --------------------------------------------- |
| 創立                  | 1921年                                        |
| 所在地                | 埼玉県北足立郡浦和町 （現・さいたま市浦和区） |
| 初代校長              | 吉岡郷甫                                      |
| 廃止                  | 1950年                                        |
| 後身校                | 埼玉大学                                      |
| 同窓会                |                                               |

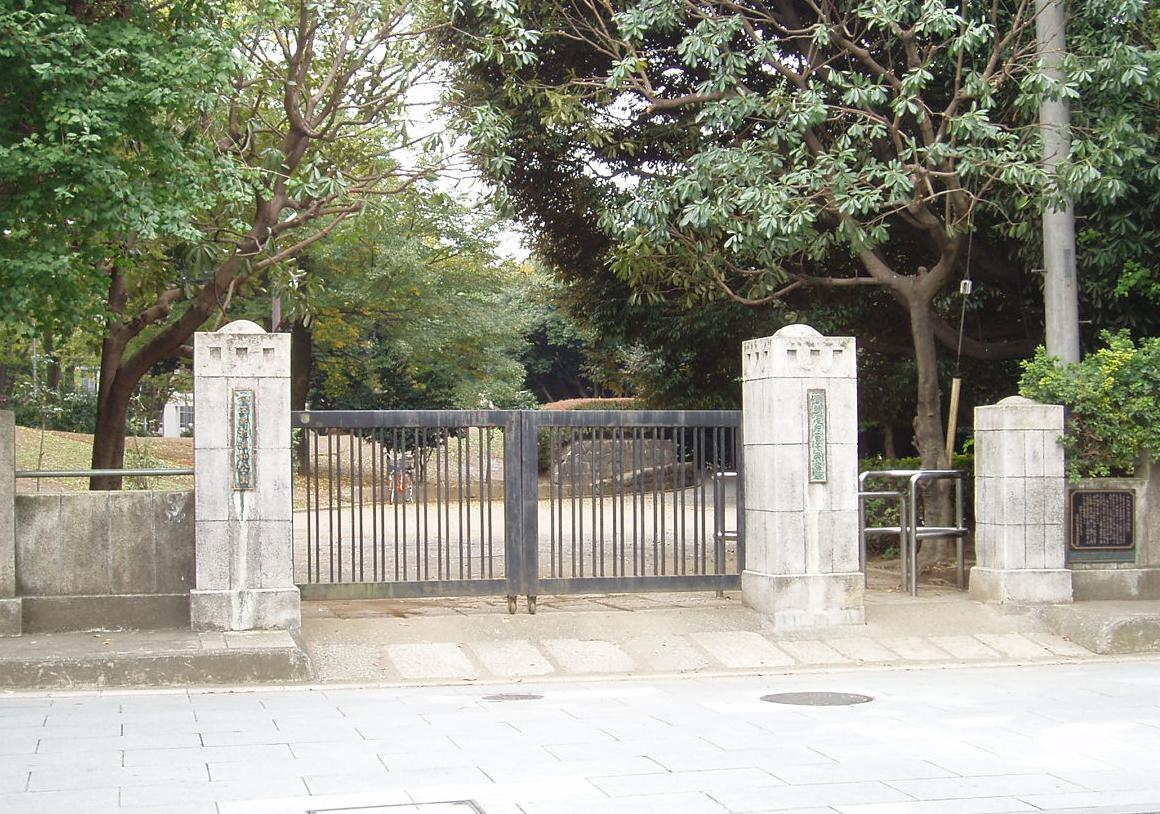
旧制浦和高等学校門柱（北浦和公園）

旧制浦和高等学校（きゅうせいうらわこうとうがっこう）は、1921年（大正10年）埼玉県北足立郡浦和町（現在のさいたま市浦和区）に設立された官立旧制高等学校。

## 概要
- 第20番目の官立高等学校として設立され、文科・理科よりなる修業年限3年の高等科が設置された。東京帝大への進学率は一高についで二位の位置を占めた[1]。
- 寄宿舎として「武原寮」（ぶげんりょう）が設置された。
- 「大いなるかな武蔵野は」で始まる校歌は、高木市之助作詞、弘田龍太郎作曲によるものである。
- 新制大学への移行にあたり東京大学への包括という案もあったが[2]、最終的に埼玉大学の前身校の一つとなり文理学部の構成母体となった。

## 沿革
- 1919年（大正7年）：高等学校令により埼玉県にも高等学校を創設し、その場所は同県北足立郡浦和町とすることが定められ、埼玉県は敷地2万坪を寄付した。
- 1921年（大正10年）11月：勅令で第20高等学校を創設し初代校長に吉岡郷甫（第五高等学校長）を補した。
- 1922年（大正11年）3月：本館が竣工し、1600余の志願者から選抜された200名が4月に浦高に入学した。
- 1923年（大正12年） - 1924年（13年）：夏に浦和、新潟、山形の3校対抗競技が開催され、その年の対静岡高校野球戦を契機に翌年から相手を静高に代えて対抗競技が発展して行った。
- 1924年（大正13年）：図書室、書庫、合併教室の完成により、校舎落成式を挙行した。
- 1927年（昭和2年）：校長が代わり、この年、自治寮の発足、全寮制度の旗印で第1回のストライキが発生した。
- 1930年（昭和5年）：第2回ストライキ（新聞部弾圧）、および翌31年に第3回ストライキ（生徒課との軋轢）があった。
- 1935年（昭和10年）：第3代校長の指導により、自治寮は武原寮と改称した。
- 1940年（昭和15年）：第6代校長の下に校内諸団体を再編して、浦和高等学校報国団が結成され、戦時体制となった。
- 1945年（昭和20年）5月：空襲により講堂と本館を焼失した。
- 1945年11月：第7代校長として新関良三が任命された。
- 1947年（昭和22年）：六・三・三・四制が実施され、旧制高等学校は新制大学に昇格吸収されることになった。
- 1949年（昭和24年）3月：最後の入学生が1学年終業と共に各地の新制大学に移って行った。
- 1949年（昭和24年）5月：新制埼玉大学発足にともない包括される。
- 1950年（昭和25年）3月：最後の卒業生（第26回）248名を送り出し閉校。

## 歴代校長
1. 吉岡郷甫：1921年11月8日 - 1927年2月
2. 茨木清次郎：1927年2月 - 1935年4月
3. 菊沢季麿：1935年4月 - 1936年11月20日　校長室で執務中に心臓麻痺で死去
4. 岡上梁：1936年11月 - 1939年4月
5. 沢田源一：1939年4月 - 1940年5月
6. 安斎宏索：1940年5月 - 1945年11月24日[3]
7. 新関良三：1945年11月24日[3] -

## 校地の変遷と継承
浦高の校地は武蔵野の面影が残る埼玉県北足立郡浦和町砂原に設置され、初代校長により「瑤沙原」（ようさげん / ようさがはら）と命名された（所在地は1934年の市制施行によって浦和市となり、現在のさいたま市浦和区である）。校地は埼玉大学のキャンパスとして継承されたが、1969年浦和市大久保地区に統合移転したため、跡地は整備されて1974年県立北浦和公園・市立浦和北公園が開かれ現在に至っている。県立公園東側には旧制浦高時代の正門が当時のまま保存されており（画像参照）、両公園内には浦高を記念するモニュメントが多数建立されている。また、公園南側に位置する武原寮の跡地は1972年に浦和市立常盤小学校（現・さいたま市立常盤小学校が移転してきており、校内には「浦高記念碑」が建立されている。

## 主な出身者

### 学者・文化人
- 飯塚幸三 - 工学者、工業技術院長、クボタ副社長[4]
- 舘野守男 - NHKアナウンサー / 日米開戦臨時ニュースを読む
- 井上幸治 - 西洋史学者
- 板倉勝正 - 歴史家、オリエント史
- 市古宙三 - 歴史家、中国史
- 江上波夫 - 考古学者、「騎馬民族征服王朝説」
- 蝦名賢造 - 経済学者
- 大高正人 - 建築家
- 大河内信威 - 美術家
- 大橋薫 - 社会学者
- 梶田昭 - 医学博士
- 金田一春彦 - 言語学者
- 今日出海 - 小説家、初代文化庁長官
- 酒井一夫 - 経済学者、北海道大学教授
- 佐藤正滋 - 法学者、英米法　金沢大学名誉教授
- 佐野碩 - 演出家、インターナショナル訳詞者
- 澁澤龍彦 - フランス文学者
- 関野克 - 建築史家、博物館明治村館長
- 武田泰淳 - 小説家
- 谷山豊 - 数学者
- 津田恭介 - 薬理学者、文化勲章受章
- 出口裕弘 - フランス文学者
- 遠山茂樹 - 歴史家、日本近代史
- 豊田武 - 歴史家、日本中世史
- 野沢協 - フランス文学者
- 早野寿郎 - 演出家
- 原昭二 - 薬学者、東京薬科大学名誉教授
- 半藤一利 - 作家
- 福田恆存 - 劇作家、評論家
- 双葉十三郎 - 映画評論家
- 古屋哲夫 - 歴史学者
- 三上次男 - 歴史学者、東洋史
- 三木鶏郎 - 作曲家
- 水野伝一 - 薬理学者、微生物薬品化学、東大名誉教授
- 宗像誠也 - 教育学者
- 諸井三郎 - 作曲家
- 柳沢恭雄 - 元日本電波ニュース社社長、玉音放送を妨害しようとした青年将校を阻止したことで知られる
- 山崎正一 - 哲学者
- 吉川逸治 - 美術史家
- 吉川勇一 - 市民運動家、元ベ平連事務局長
- 吉沢京夫 - 演出家、俳優

### 政官界
- 青木正久 - 元衆議院議員（自民党）。環境庁長官
- 安倍勲 - 国連大使
- 飯村義美 - 最高裁判所判事、弁護士
- 石原武夫 - 通産事務次官、通産省初代企業局長（のちの産政局長）
- 伊東正義 - 元衆議院議員（自民党）。外務大臣
- 内田英治 - 気象庁長官
- 靱勉 - 電気通信事務次官、国際電信電話社長
- 大久保孟 - 会計検査院長、衆議院事務総長
- 奥村虎雄 - 日本鉄鋼連盟副会長・専務理事、総理府土地調整委員会事務局長、通産官僚
- 春日由三 - 元十日町市長、NHK専務理事
- 鹿取泰衛 - 駐中国大使・駐ソ連大使、国際交流基金理事長
- 金森久雄 - 日本経済研究センター理事長、通産官僚
- 小室恒夫 - 通産省通商局長、新日鉄化学社長、1936年商工省入省
- 佐藤清一 - 東京通商産業局長、1936年商工省入省
- 沢田悌 - 公正取引委員会委員長、日本銀行理事
- 鈴木文彦 - ジュネーブ国際機関代表部大使、外務省国際連合局長
- 関根則之 - 元参議院議員（自民党）、消防庁長官
- 高木玄 - 厚生事務次官
- 高木文雄 - 大蔵事務次官、国鉄総裁
- 高城元 - 商工中金理事長、日商専務理事、東京通産局長
- 田中龍夫 - 元衆議院議員（自民党）。通産大臣、文部大臣
- 長村貞一 - 特許庁長官、経済審議庁次長
- 西宮弘 - 元衆議院議員（社会党）、宮城県副知事
- 畑和 - 元衆議院議員（社会党）、埼玉県知事
- 福田篤泰 - 元衆議院議員（自民党）。郵政大臣、防衛庁長官
- 中村四郎 - 運輸事務次官
- 大津英男 - 内閣調査室長、警察庁警務局長
- 丹羽雅次郎 - 水産庁長官
- 沼田武 - 元千葉県知事
- 原文兵衛 - 元参議院議員。参議院議長
- 平岡千之 - 迎賓館館長、駐ポルトガル大使 / 三島由紀夫の弟
- 藤枝泉介 - 元衆議院議員。防衛庁長官
- 松崎健吉 - 造幣庁長官
- 御巫清尚 - 駐カナダ、駐韓国大使
- 茂串俊 - 内閣法制局長官
- 八木哲夫 - 厚生事務次官
- 山形栄治 - 初代資源エネルギー庁長官
- 高橋寿夫 - 海上保安庁長官、日本空港ビルデング社長

### 経済界
- 赤尾稔 - 東京出版販売社長
- 渥美健夫 - 元鹿島建設（鹿島）名誉会長
- 阿部譲 - 日新製鋼社長、新日本製鐵副社長、日本ラグビーフットボール協会第7代会長
- 池田敏雄 - 富士通専務 / コンピュータ国産化のパイオニア
- 石黒嘉人 - 日本冶金工業社長
- 石原俊 - 日産自動車元会長
- 色部義明 - 協和銀行頭取、日銀出身
- 金子信男 - 日新製鋼社長
- 柴山武雄 - 黒崎窯業社長
- 嶋正彦 - 丸善石油社長、三和銀行専務
- 関根昇一 - 日本旅行社長、国鉄出身
- 高橋博 - 呉羽化学工業社長
- 田中忠雄 - 日本電気社長
- 田山嘉郎 - 協栄生命保険社長
- 飛島斉 - 飛島建設社長
- 長瀬恒雄 - 日本交通公社社長、国鉄出身
- 林規 - 三菱樹脂社長
- 原島保 - 日本セメント社長
- 一柳東一郎 - 朝日新聞社社長
- 西川正次郎 - 第一勧業銀行会長
- 昌谷忠 - ダイセル化学工業社長
- 松澤正芳 - 藤田観光社長
- 真船清蔵 - 東邦レーヨン社長
- 諸井虔 - 太平洋セメント相談役、元日経連副会長
- 山下勇 - JR東日本初代会長、三井造船社長
- 渡邊直治郎 - 三菱製紙社長

## 関連書籍
- 竹内洋『学歴貴族の栄光と挫折』、講談社学術文庫、2011年
- 秦郁彦 『旧制高校物語』 文春新書、2003年　ISBN 4166603558
- 『日本近現代史辞典』 東洋経済新報社、1978年

尾崎ムゲン作成「文部省管轄高等教育機関一覧」参照